# Zoomarine (Portugal)
Zoomarine est un parc à thème portugais situé en Algarve, à Albufeira. Ouvert en 1991, il comprend notamment un parc aquatique et un delphinarium, dans lequel sont présentés 26 grands dauphins. Il accueillerait en moyenne 500 000 visiteurs par an[réf. nécessaire]. Il est la propriété de Mundo Aquático, SA.

## Installations

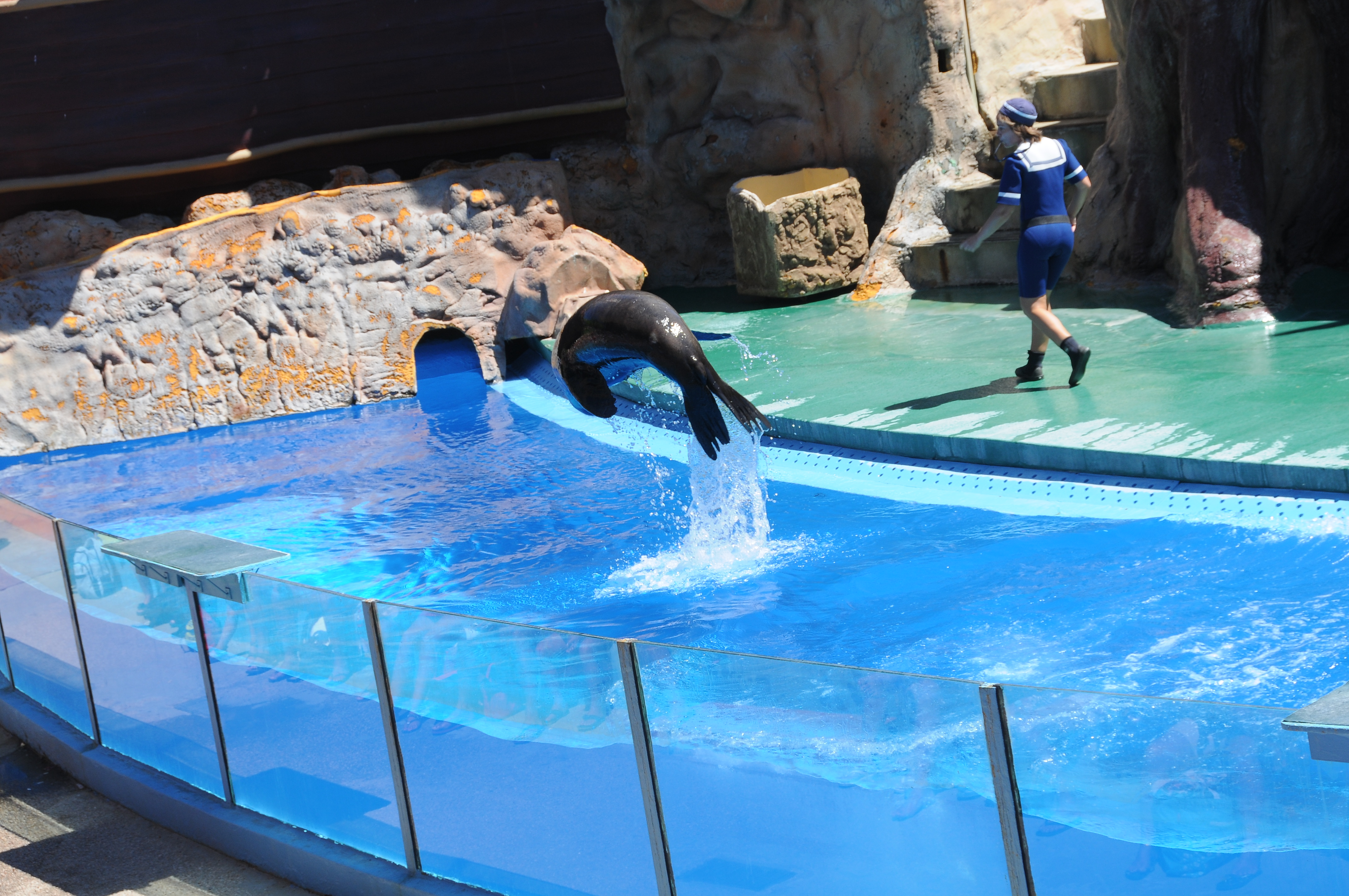
Spectacle de phoques.
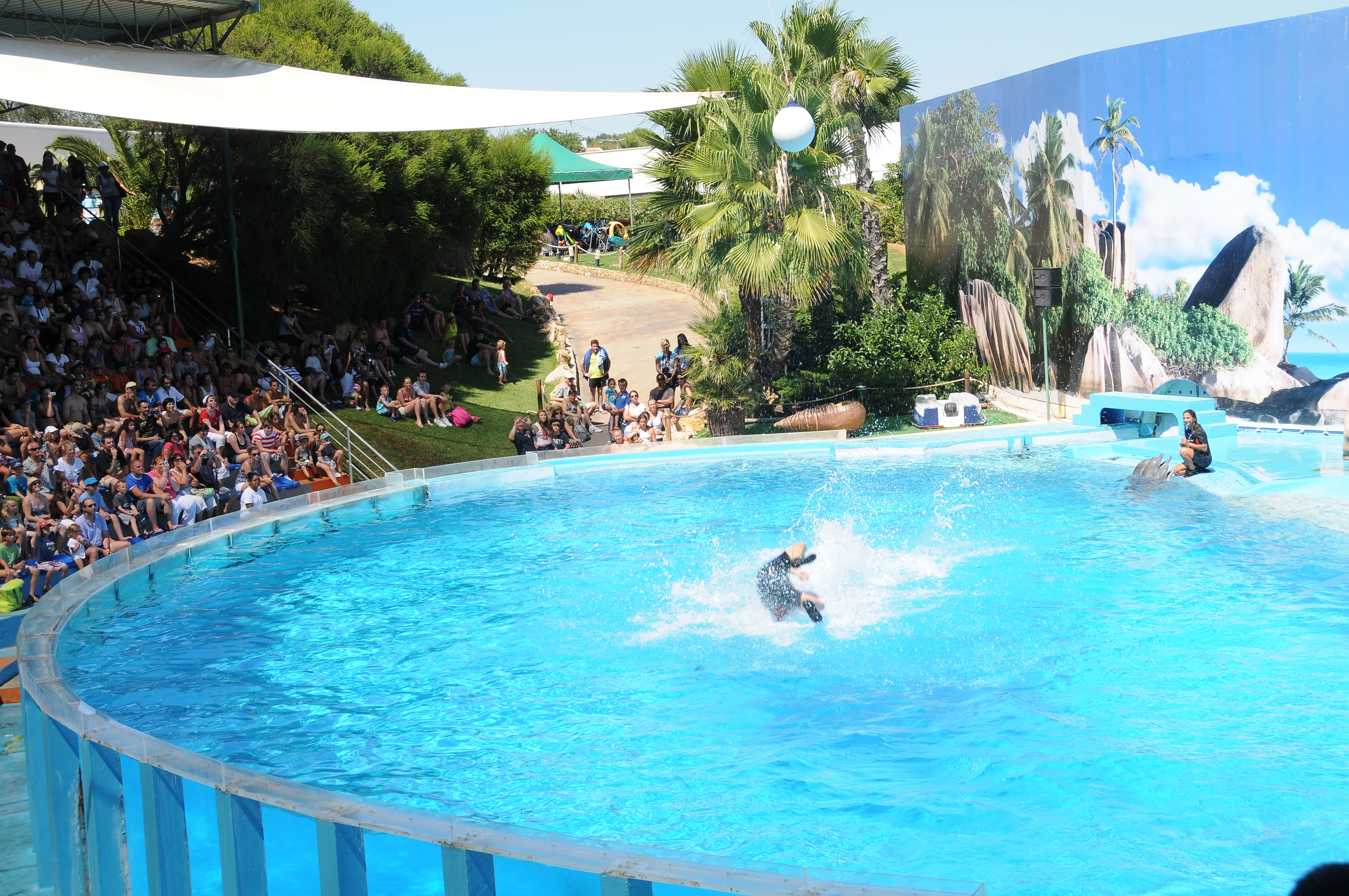
Delphinarium.
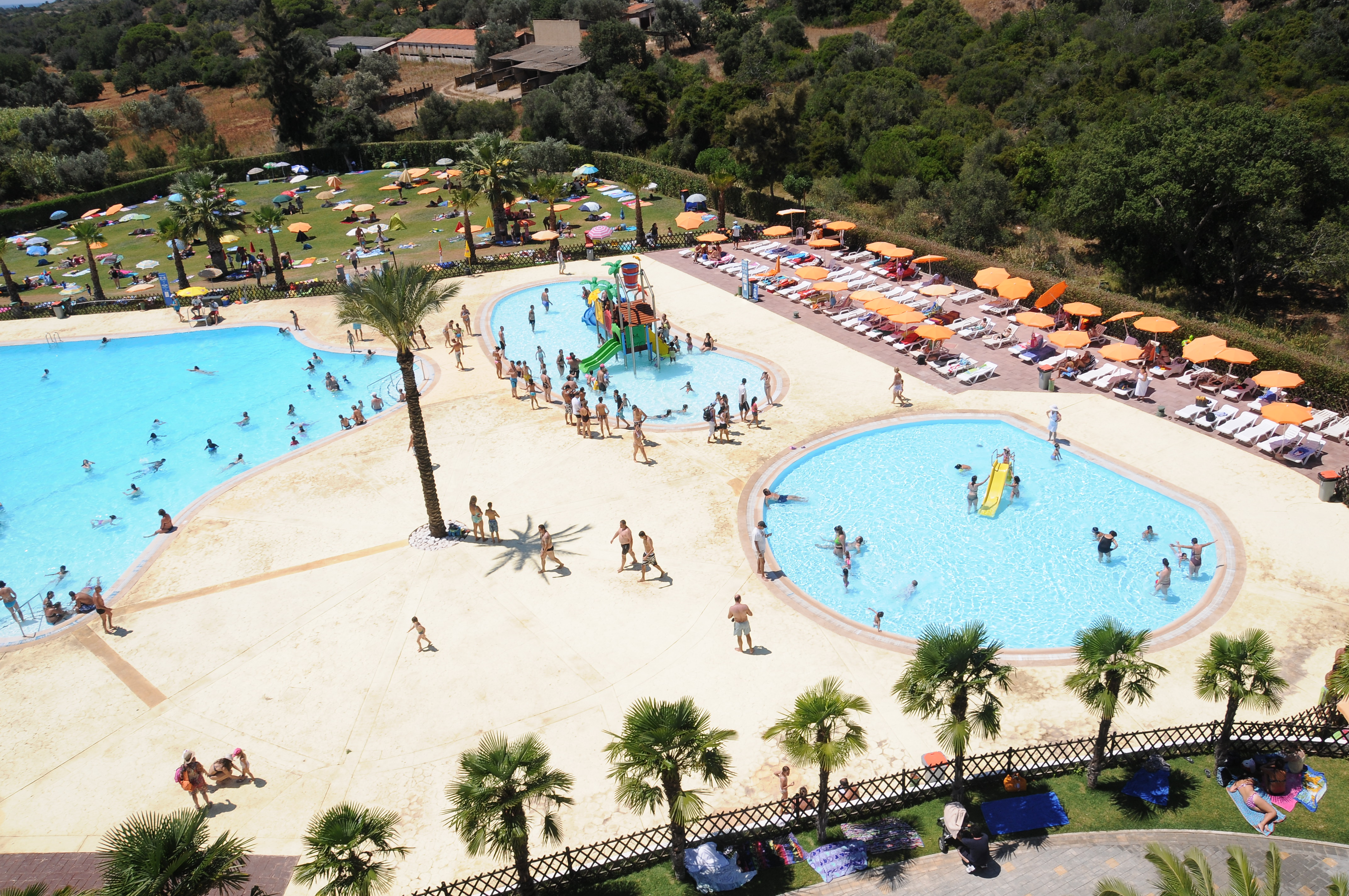
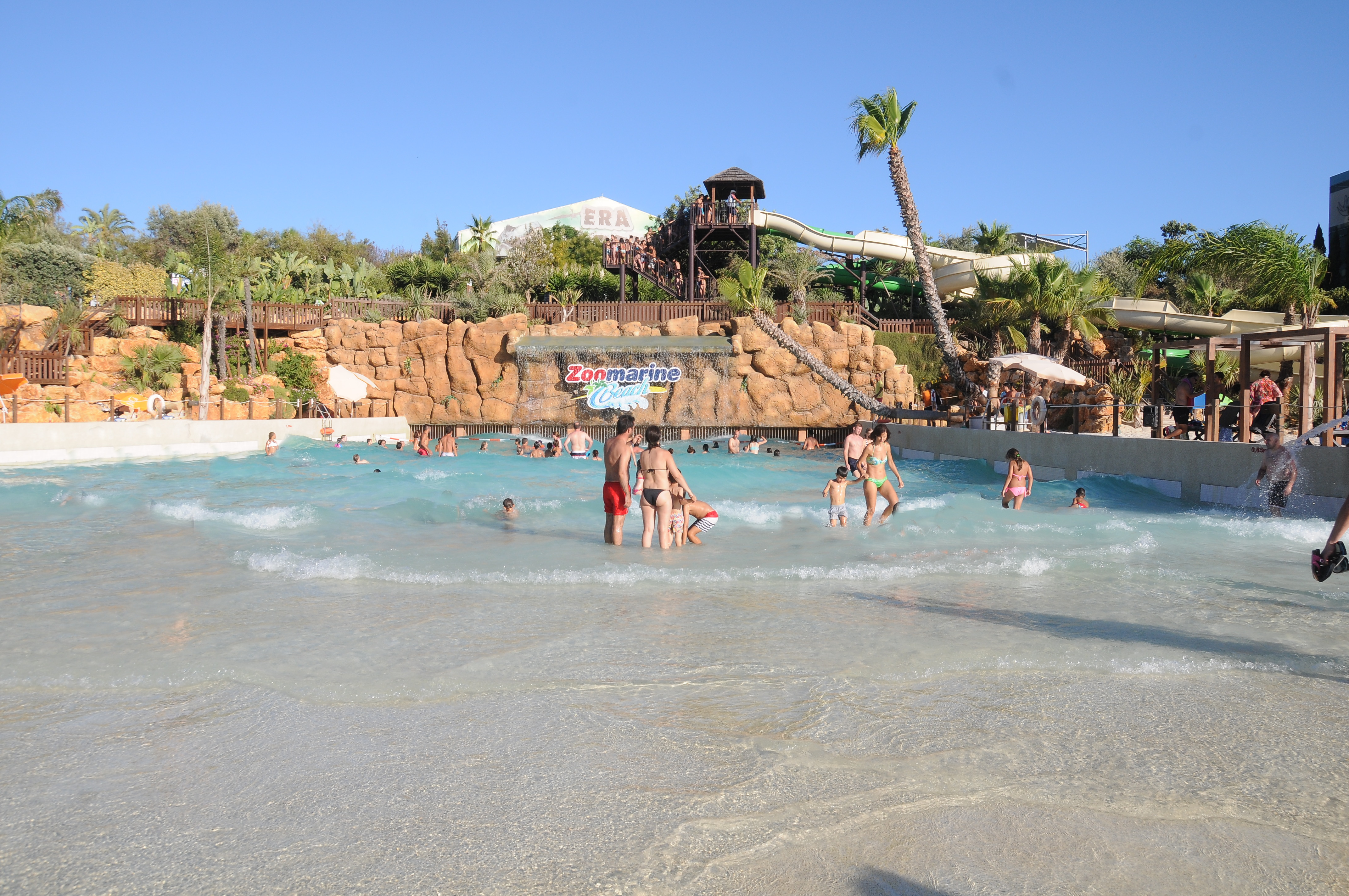
Piscine à vagues.
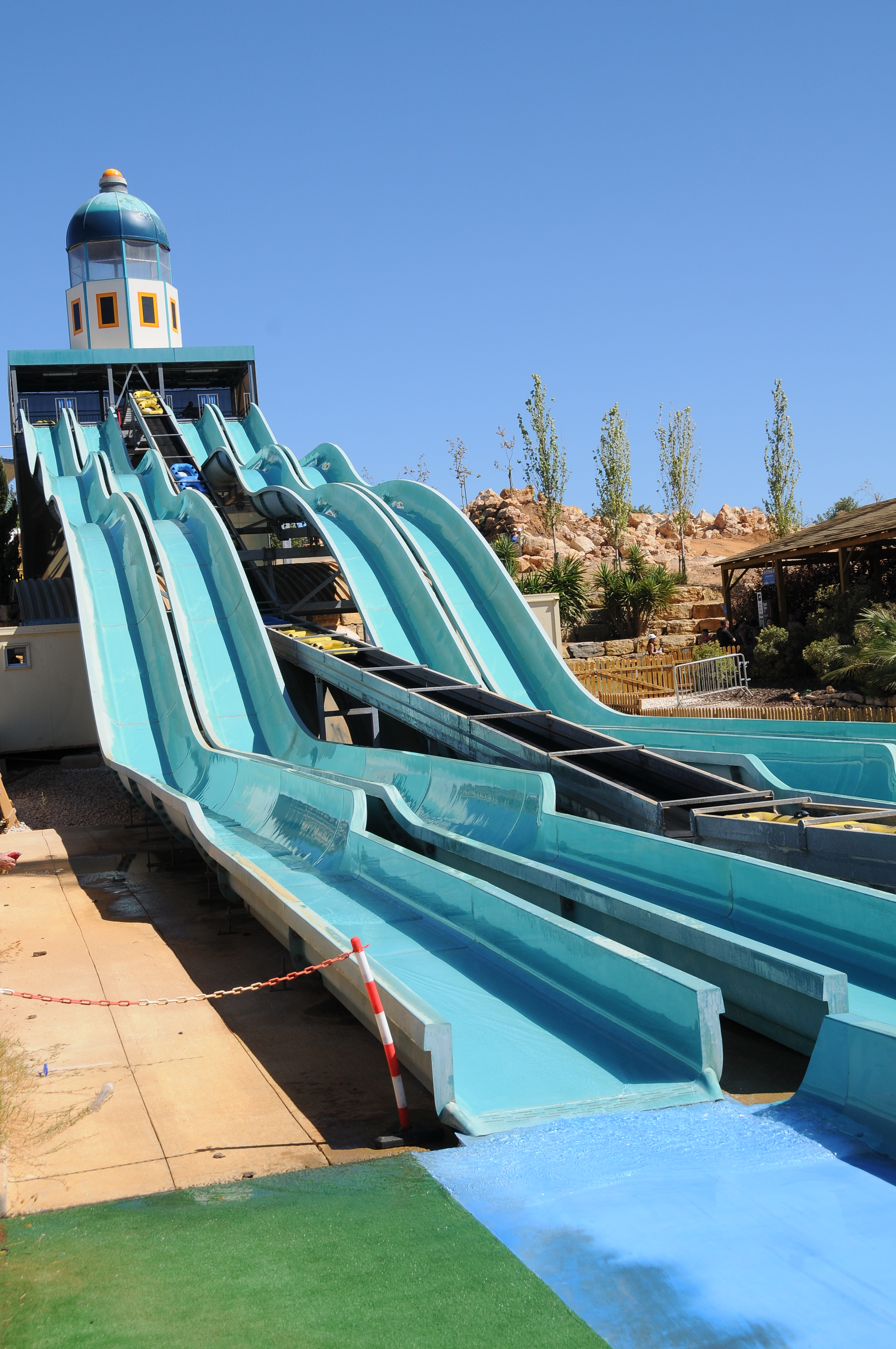
Toboggans.
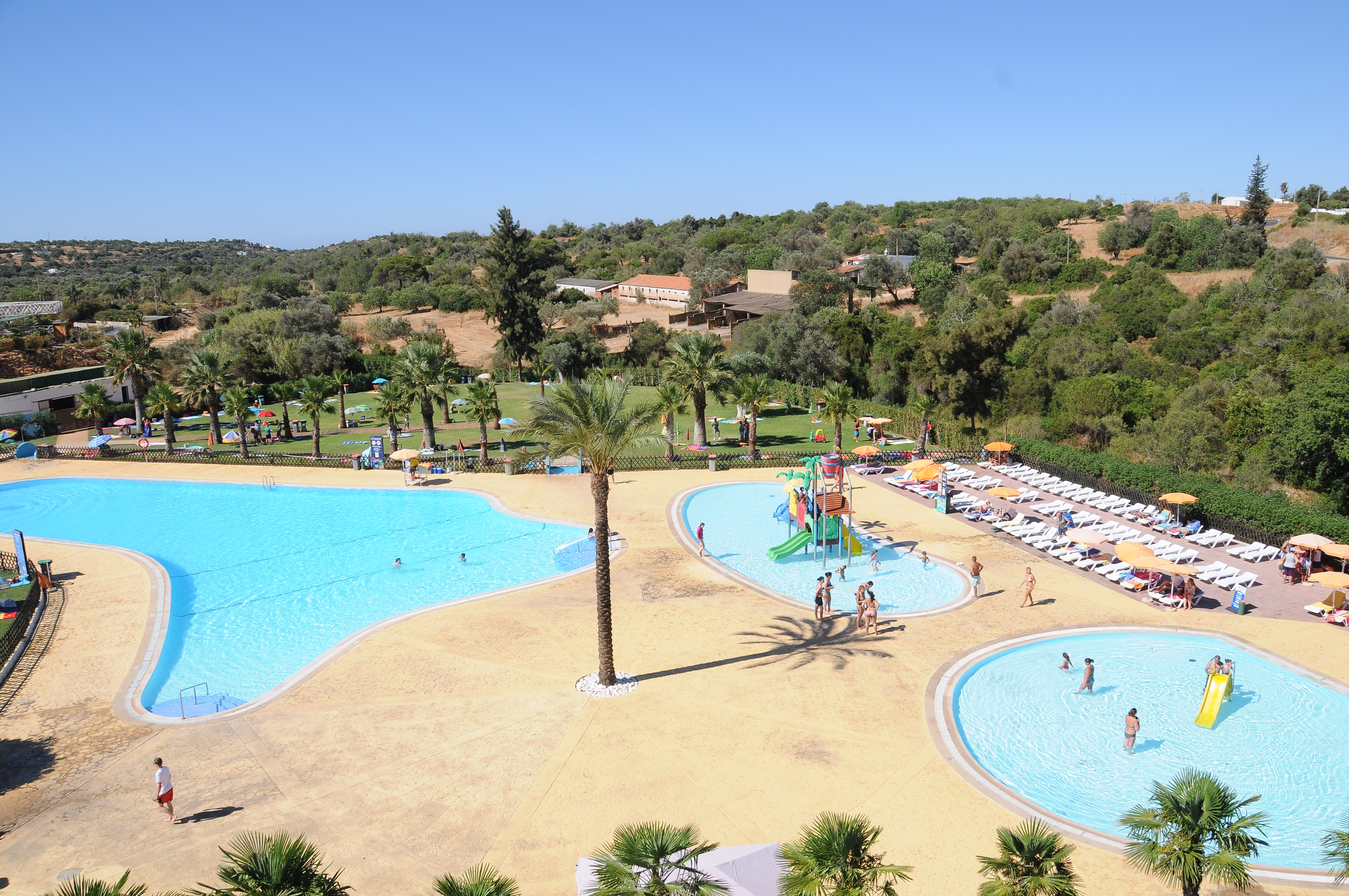
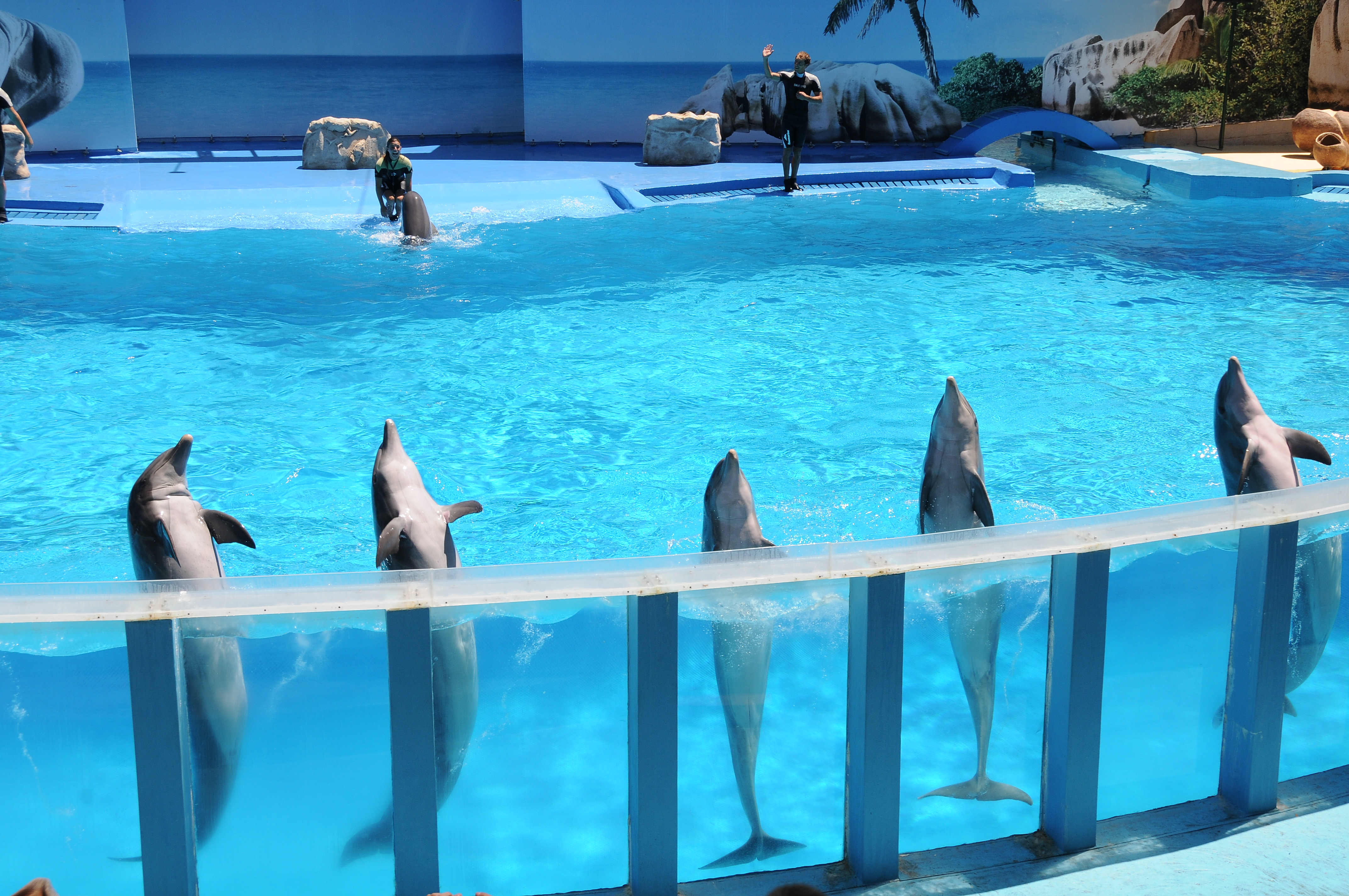
Grands dauphins.

## Dans la culture
En 2003, le parc a été le lieu d'une grande partie du tournage de la telenovela Saber Amar de TVI, comme le lieu de travail de la biologiste marine Diana, personnage joué par Leonor Seixas. Dans cette fiction, le nom du parc est Zoomarinho, les dauphins et les différents éléments du parc ont participé aux prises de vue.

## Mundo Aquático
La société propriétaire du Zoomarine, Mundo Aquático, SA., a été fondée par l'argentin Pedro Lavia. Cette société est à l'origine de nombreux autres projets dont le Mediterraneo Marine Park (Malte) et le Zoomarine Roma (Italie),.